# Chiropterotriton cracens
Chiropterotriton cracens là một loài kỳ giông trong họ Plethodontidae.
Nó là loài đặc hữu của México.
Môi trường sống tự nhiên của chúng là các khu rừng ôn hòa.